# Trichogramma funiculatum
Trichogramma funiculatum är en stekelart som beskrevs av Mary Carver 1978. Trichogramma funiculatum ingår i släktet Trichogramma och familjen hårstrimsteklar. Inga underarter finns listade i Catalogue of Life.